# Baker County (Florida)
Baker je okres (county) amerického státu Florida založený v roce 1861. Správním střediskem je město Macclenny. Leží na severovýchodě Floridy u hranic se státem Georgie.
Je jedním ze 3 okresů tohoto jména v USA.

## Sousední okresy
- sever – Ware County (Georgie)
- sever – Charlton County (Georgie)
- severovýchod – Nassau County
- východ – Duval County
- jihovýchod – Clay County
- jih – Union County
- jih – Bradford County
- západ – Columbia County
- severozápad – Clinch County (Georgie)